# Philippe Carrese
Philippe Carrese, né le 6 avril 1956 à Marseille et mort dans la même ville le 5 mai 2019,, est un écrivain, scénariste, réalisateur, compositeur, musicien, chroniqueur et dessinateur français.

## Biographie

### Origines et enfance
Né en 1956 à Marseille d'une famille d'immigrés napolitains, Philippe Carrese grandit dans le quartier populaire du Panier,.

### Scolarité et formation
Il fait sa scolarité à Saint-Joseph les Maristes, école catholique située dans le quartier de la place Castellane, puis il poursuit ses études dans un établissement public (Marseilleveyre) où il décroche un bac scientifique. En 1974, il intègre pour trois ans l’IDHEC (Institut des hautes études cinématographiques), à Paris. « À sa sortie, il travaille comme premier assistant réalisateur (1977-1983, puis réalisateur (publicité, documentaires, cinéma, animation, télévision). Il est aussi chef-opérateur (1990-1997) et compositeur de musique de films et de génériques (1979-1984 et 1991-1999) ».

### Littérature
Ayant son propre univers dans le cinéma, il décide d’approfondir sa carrière en se tournant vers la littérature. Il se spécialise alors dans l'écriture de polars grâce auxquels il sera édité chez Fleuve noir, L'Écailler du Sud, Plon, Florent Massot, Syros chez qui il publie également des ouvrages de littérature d'enfance et de jeunesse qui relèvent du genre policier. Ses derniers livres ont été publiés aux éditions de l'Aube.
Il s'inspire de ses expériences personnelles et de ce qui l'entoure pour écrire ses romans. C’est ainsi que dans ses livres on retrouve des anecdotes et caricatures marseillaises. Certains de ses dix-neuf polars sont inspirés de faits réels qui se sont déroulés à Marseille dans les années 1990. Il s'y mêle humour noir, autodérision, et critique des comportements locaux,.
À partir de 2009, il change de genre et publie "Enclave" aux éditions PLON. Celui-ci figure dans la première liste de sélection du prix Médicis la même année. Ce même roman est retenu dans la sélection du "Prix Littéraire des lycéens et apprentis de la région PACA" en 2010/2011.
La Saga Belonore, fresque familiale de quatre romans, est publiée aux éditions de l''Aube et sera très bien accueillie par la critique.

### Mort
Philippe Carrese réalise les épisodes de Plus belle la vie jusqu'au 22 février 2019 (n°3740) avant de devoir arrêter pour raisons de santé.
Le 5 mai 2019, il meurt à 63 ans d'un cancer foudroyant à la clinique Sainte Élisabeth (Marseille).
L'épisode n° 3791 de Plus belle la vie diffusé le 6 mai 2019 lui est dédié.
Ses obsèques ont eu lieu à Marseille le 11 mai 2019.
Le 12 janvier 2021, une plaque commémorative est posée sur sa maison rue de la Clinique à Marseille.

## Œuvres

### Romans
- Trois jours d'engatse, Méditorial, collection Misteri, 1994 ; réédition, Fleuve Noir, 1995  (ISBN 2-265-05716-9) ; réédition, Pocket no 11559, 2002  (ISBN 2-266-12126-X) ; réédition, Éditions de l'Aube, L'Aube noire poche, 2014  (ISBN 978-2-8159-1103-0)
- Pet de mouche et la Princesse du désert, Fleuve noir no 27, 1997  (ISBN 2-265-06119-0)
- Tue-les, à chaque fois, Fleuve noir no 68, 1999  (ISBN 2-265-06541-2)
- Filet garni, Fleuve Noir, 1996  (ISBN 2-265-05715-0)
- Allons au fond de l'apathie, Baleine, coll. « Le Poulpe », 1998  (ISBN 2-84219-122-6)
- Le Bal des cagoles, Fleuve noir, coll. « Noirs », 2000  (ISBN 2-265-07049-1) ; réédition, Pocket no 11845, 2002  (ISBN 2-266-12988-0) ; réédition, Marseille L'Écailler, coll. « Pulp », 2011  (ISBN 978-2-36476-005-9)
- Graine de courge, F. Massot éditeur, coll. « Revolver » no 17, 1998  (ISBN 2-908382-94-6) ; réédition, J'ai lu no 5494, 2000  (ISBN 2-290-05494-1)
- Flocoon Paradise, Florent Massot, 2001  (ISBN 2-84588-041-3)
- Conduite accompagnée, Fleuve Noir, 2002  (ISBN 2-265-07381-4) ; réédition, Pocket no 12474  (ISBN 2-266-15012-X)
- Une petite bière pour la route, Fleuve Noir, coll. « Noirs », 2002  (ISBN 2-265-06876-4)
- Une belle histoire d'amour, Fleuve Noir, 2003  (ISBN 2-265-07602-3) ; réédition, Pocket no 12174, 2004  (ISBN 2-266-14160-0)
- Les Veuves gigognes, Fleuve Noir, coll. « Noirs », 2005  (ISBN 2-265-07959-6) ; réédition, Éditions de l'Aube, L'Aube noire poche, 2014  (ISBN 978-2-8159-0989-1)
- Enclave, Plon, 2009  (ISBN 978-2-259-20975-5) ; réédition, Éditions de l'Aube, L'Aube poche, 2014  (ISBN 978-2-8159-0992-1)
- Une histoire de l'humanité, Tome 1 et fin, Éditions de l'Aube, coll. "Regards d'ici", 2018

Pour la "Saga Belonore" :
- Virtuoso ostinato : le virtuose obstiné, Éditions de l'Aube, coll. « Regards croisés », 2014  (ISBN 978-2-8159-0986-0)
- Retour à San Catello, Éditions de l'Aube, coll. « Regards croisés », 2015  (ISBN 978-2-8159-1204-4)
- La légende Belonore, Éditions de l'Aube, coll. « Regards croisés », 2016  (ISBN 978-2-815-91445-1)
- Tango à la romaine, Éditions de l'Aube, coll. « Regards croisés », 2019  (ISBN 978-2-815-93186-1)
- La famille Belonore, Éditions de l'Aube, coll. « Regards croisés », 2019  (ISBN 978-2-8159-3547-0)

### Littérature d'enfance et de jeunesse

#### SérieMarseille, quartiers sud
- La Grotte de l'aviateur, Syros jeunesse, coll. « Souris noire », 2003  (ISBN 2-7485-0236-1)
- Le Vol de la momie, Syros jeunesse, coll. « Souris noire », 2005  (ISBN 2-7485-0374-0)
- Le Scénario de la mort, Syros jeunesse, coll. « Souris noire », 2006  (ISBN 2-7485-0463-1)
- La Malédiction de l'enclume, Syros jeunesse, coll. « Souris noire », 2007  (ISBN 978-2-7485-0537-5)
- Le Jardin des délices, Syros jeunesse, coll. « Souris noire », 2008  (ISBN 978-2-7485-0718-8)
- Le Point de rupture, Syros jeunesse, coll. « Souris noire », 2009  (ISBN 978-2-74-850853-6)
- Le Fantôme de la bastide, Syros jeunesse, coll. « Souris noire », 2010  (ISBN 978-2-7485-0906-9)

### Autres publications
- Le Petit Lexique de ma-belle-Provence-que-j'aime, J. Faffitte, 1996 (en collaboration avec Jean-Pierre Cassely)  (ISBN 2-86276-304-7)
- The Guide of The Provence, L'écailler du sud, 2001 (en collaboration avec Jean-Pierre Cassely)[12]
- Marseille, du noir dans le jaune, Autrement, 2001  (ISBN 2-7467-0088-3)
- Le Tambour du diable, Les 400 Coups, 2002 illustré par Jacques Ferrandez  (ISBN 2-8459-6051-4)

### Illustrations
- Place aux huiles, L'Écailler du Sud, 2005  (ISBN 2-914264-79-8)
- Marseille croquée par, Àmarseille éditeur, coll. « Portrait d'une ville », 2007  (ISBN 2-915332-19-3)

## Filmographie
- 2009 : Plus belle la vie (saison 5) - rôle : Mario

## Réalisation

### Téléfilms
- 1986 : Sammy
- 1986 : Fromage et dessert
- 1987 : La Guerre des Rocks
- 1987 : La vente continue pendant les travaux
- 1988 : Josy Coiffure
- 1990 : Conrad 2 & 3 (le Radjah des mers)
- 2003 : Malaterra[13]
- 2005 : Liberata
- 2006 : Contre la montre
- 2007 : L'Arche de Babel
- 2009 : Les filles du désert
- 2012 : Coup de feu

### Série télévisée
- 1984-1986 : BZZZ...[14]
- 1993 : Bazar[15]
- 1996 : Le petit lexique de ma belle Provence que j'aime[16]
- 2000 : La Pêche au sargail[17]
- 2006-2019 : Plus belle la vie

### Longs métrages
- 2011 : Cassos[18]
- 2014 : Comme un rat[19]

### Courts métrages
- 1977 : Deadline
- 1984 : Pourquoi vouloir mourir
- 1989 : La ronde
- 1990 : Expedition Neopolis
- 1990 : Pompes et circonstances
- 1990 : Traces
- 1991 : Les Lasagnes à ma mere
- 1991 : Blanche Héroïne
- 1992 : Castel fury
- 1992 : Castel Folly
- 1993 : Chantier Interdit
- 1993 : Jérôme et son arbre
- 1994 : Raison d'état
- 1996 : La huitième photo
- 1996 : A glimmer of hope
- 1997 : Hercule, Hermès et Josiane
- 1998 : L’alibi
- 1999 : Le Banc Jean Charles Gil
- 1999 : René, pas Rémi[20]

### Documentaires
- 1985 : Les parcs Regionnaux
- 1988 : L'âme de fond : le rire
- 1989 : Un défi au coeur des équilibres, la foret
- 1990 : Orchestre des jeunes de la méditerranée
- 1990 : Ecran Total
- 1990 : Les métiers
- 1991 : 3 artistes, 3 œuvres
- 1992 : La clef des chants
- 1992 : Bernard D'Ascoli
- 1992 : Le clavier dans tous ses éclats
- 1992 : Plus fort, la vie
- 1992 : Jérôme et son arbre - Making Of
- 1993 : Savez-vous planter les choux
- 1995 : Anyone at anytime
- 1995 : Estivales : Le train de corse
- 1996 : Rouge Corail
- 1997 : Marie de Magdala
- 1999 : D'un dock à l'autre
- 2001 : Parla
- 2001 : Histoire de docks
- 2002 : Massilia trop puissant
- 2006 : Les parrains de la côte[21]
- 2008 : Méditerranée au coeur : Tanger
- 2013 : Méditerranée au coeur : Marseille
- 2015 : Et toi, t'es tatoué où ?[22]
- 2015 : Le jeu du cheval[23]
- 2018 : Marseille l'italienne[24]
- 2019 :  Lieux de crime

### Institutionnels
- 1988 : Odyssée pour l'entreprise
- 1988 : Fréjus
- 1991 : Chorus
- 1991 : Film Macif
- 1991 : Chanson de gestes
- 1991 : Avignon / Aix Press
- 1991 : ESCOTA, vallée de cœur
- 1991 : Plan Canebière
- 1991 : La mensualisation
- 1991 : Tapis rouge
- 1992 : Val d'europe airport
- 1993 : Clip moteurs Baudoin
- 1993 : Film du cinquantenaire : SEM
- 1994 : New Sulzer Diesel
- 1994 : Stedim
- 1994 : Itineris
- 1995 : A tire d'aile
- 1996 : Butagaz à Sennecey
- 1996 : Gavroche
- 1997 : DERH Eurocopter
- 1997 : Le cube
- 1998 : Chronic insomnia
- 2002 : C'est un métier
- 2002 : Sapeurs Forestiers
- 2002 : 17 projets pour Marseille

### Magazines
- 1984-1987 : Attendez pour la faire la vaisselle / Poum Poum Tchac
- 1987-1989 : Meridiennes
- 1993 : Cité 13
- 1993 : 13 sur DISS
- 1993 : Territoires
- 1993 : François Mitterrand à Ajaccio
- 1994 : Balladur / Pasqua en Corse
- 1994 : À petites strophes
- 1994 : Revue Express
- 1994-1995 : E la nave va
- 1995-1996 : Pan Bagnat
- 1995 : Ciné Comptoir
- 1997 : Les mateurs amateurs
- 1997 : Midi Méditerranée
- 1997 : 15 ans de décentralisation
- 1997 : Doctoriales 1997
- 1997 : L'heure du double
- 1998-1999 : Le bleu vous va si bien
- 1999 : Question d'identité
- 2000 : Elles ont toujours raison
- 2001 : La nave va
- 2002-2007 : Coté maison

### Captations
- 1991 : Concerto per il santo padre
- 1994 : Festival des polyphonies de Calvi
- 1994 : Gainsbourg - Ballet de Roland Petit
- 1995 : Massilia Sound System - en concert a Aix
- 1998 : Retransmission des concerts de la coupe du monde 98, sur les plages du prado à Marseille
- 2000 : Patricia Kaas Tour
- 2000 : Véronique Sanson chante Michel Berger
- 2001 : Elton John à Nice
- 2003 : Massilia Sound System à Miramas
- 2003 : Bosso, le spectacle de ma vie
- 2004 : Les Bonimenteurs
- 2007 : Bosso, du bonheur

## Discographie
- Polar Blues 1 : Rouge Sumac, Pias France, 1998

## Musique

### Compositions Musiques de Films
- La ville, la nuit - Téléfilm réalisé par R. Forissier - 1978
- Une étoile dans la neige - Téléfilm réalisé par D. Masson - 1978
- Génériques FR3 Cote d'Azur - J.T. et magazines - de 1979 à 1982
- La mouette... d'après Tchekhov - mise en scène par A. Vouyoucas - 1980
- La veuve du grand Homme - Téléfilm réalisé par J. Drimal - 1980
- Génériques FR3 Méditerranée - J.T. et magazines - de 1980 à 1982
- La robe en or - Téléfilm réalisé par R. Forrisier - 1982
- En marchant longtemps - Téléfilm réalisé par R. Forrisier - 1983
- Les parcs régionaux - Série FR3 - 1985
- Patchrock - Série produite par Dovidis - 1987
- Traces - composé par Philippe Carrese, Olivier Stalla et Philippe Troisi - 1991
- Jérôme et son arbre - composé par Philippe Carrese, Olivier Stalla et Philippe Troisi - 1992
- Savez vous planter les choux ? - composé par Philippe Carrese, Olivier Stalla et Philippe Troisi - 1993
- Bazar - composé par Philippe Carrese, Olivier Stalla et Philippe Troisi - 1993
- New Sulzer Diesel - composé par Philippe Carrese, Olivier Stalla et Philippe Troisi - 1994
- A Glimmer of Hope (pour quatuor a cordes) - composé par Philippe Carrese, Olivier Stalla - 1995
- The NH90 Odyssey (pour orchestre symphonique et chœurs) -  composé par Philippe Carrese, Olivier Stalla - 1996
- Malatèrra - composé par Philippe Carrese, Olivier Stalla et Philippe Troisi - 2003
- Liberata - composé par Philippe Carrese, Olivier Stalla, Philippe Troisi, Christophe Leloil et Raphael Imbert - 2005
- L'arche de babel - composé par Philippe Carrese, Olivier Stalla et Raphael Imbert - 2007
- Cassos[25] - Composé par Bruno Carrese et Philippe Carrese - 2011
- Et toi ? t'es tatoué où? - Composé par Philippe Carrese et Bruno Carrese - 2016
- Le jeu du cheval[26] - Composé par Philippe Carrese et Bruno Carrese - 2017
- Marseille L'italienne[27] - Composé par Philippe Carrese avec Solange Baron à l'accordéon & Bruno Carrese aux percussions  - 2018
- Lieux de Crimes - Composé par Philippe Carrese et Bruno Carrese, avec à la trompette Christophe Leloil et à l'accordéon Solange Baron - 2018

### Musique live
En 2009, avec ses collègues musiciens Jérôme Alexandre et Stéphane Rampal, Il crée une formation appelée Carrese & Friends. Ce groupe de musique à géometrie variable jouera jusqu'en novembre 2018 dans différents lieux de la région Sud. Son répertoire est issu des standards rock et funk des années 70 80 90. À la suite du décès de Philippe Carrese, les membres fondateurs décident de continuer sous l'appellation Cover Garden.
En 2009 La musique du film l'Arche de Babel, qu'il a composée avec ses complices Olivier Stalla et Raphaël Imbert, est rejouée en ciné-concert lors du festival international du film d'Aubagne.
En 2017 Il refait, en ciné-concert la musique du film Elle(s) réalisée par Jason Roffe, au festival International du film d'Aubagne, avec Raphaël Imbert, Gregory Bretones, Bruno Carrese et Olivier Pinto.

## Prix et récompenses
- Grand Prix de la ville de Biarritz en 1991 pour Traces
- Prix SNCF du polar 2001 pour Le Bal des cagoles[30]
- Prix spécial du jury et Prix de la technique au festival de St Tropez en 2004 pour Malaterra'
- Grand prix du festival du téléfilm européen d'Igualada en 2005 pour Malaterra
- Prix spécial du jury au festival de St Tropez 2005 pour Liberata
- Prix nouveau talent SACD 2006 pour Liberata
- Prix meilleure fiction HD au Satis 2006 pour Liberata
- Prix des Marseillais 2009